# Olga Marković
Olga Marković (rođena 19. oktobra 1979. godine. u Beogradu). Godine 1994. upisuje srednju stručnu školu „ Škola za negu lepote“ u Beogradu, odsek šminka, smer scenski šminker i vlasuljar, takođe i modnu šminku.
Akademiju primenjenih umetnosti u Beogradu upisuje 1998. godine smer Kostim gde i diplomira 2008. godine sa zvanjem Kostimograf.
Trenutno je vlasnik i dizajner brenda donjeg veša „Damsel in Distress“ ( Dama u nevolji ).
Poslovno i profesionalno iskustvo u oblasti šminke i kostima stiče tokom školovanja a i nakon, sarađujući sa mnogim poznatim imenima.
Od 1999. godine radi u KPGT pozorištu kao šminker.
Od 2002. do 2003. godine radila je kao prvi asistent glavnog kostimografa za tv seriju „Neki novi klinci“ na RTS televiziji.
Od 2003. godine radi kao kostimograf i stilista za više od 100 reklama poput reklama za Coca-colu, Hyipo Alpe Adria Bank, Hewlitt Packard, ProCredit Bank, Reifeisen Bank i itd.
Takođe u ovom periodu sarađuje i sa vodećim modnim fotografima Nenadom Marjanovićem i Milošem Soldatovićem kao šminker, i isto tako i kao stilista za nekoliko pop muzičkih grupa.
Od 2004. do 2005. godine kao kostimograf radi sa poznatom umetnicom Marinom Abramović dva njena projekta „Balcan Epic“ i „Count on US“
2006. godine radi kao kostimograf za film „Beogradski fantom“ u ko produkciji „ Emote produtcion, Tivoli Film Produkcion“ , a 2007. godine radi film „Ma nije on takav“ u „Yodi production“.
Nakon diplomiranja na Akademiji 2008. godine počinje da radi za brend donjeg veša “Extreme intimo”. Dobija poziciju dizajnera veša uz ostala četiri dizajnera. Ovde pospešuje svoje grafičko dizajniranje i vizuelnu prodaju.
2010. godine kao kostimograf i scenograf radi dečije predstave u režiji Dare De Luke u sklopu Nove Beogradske Kulturne mreže.
Godine 2011. osniva svoj brend donjeg veša “Damsel in Distress”
“Damsel in Distress” je beogradski brend donjeg veša dizajnerke Olge Marković. Obrazovanjem scenskog kostimografa, profesionalnim iskustvom u filmskoj i pozorišnoj kostimografiji i industriji veša, Olga svestrano pristupa kreiranju ovog brenda. 
Naziv “Damsel in Distress” u prevodu “Dama u Nevolji“ predstavlja priču o dami kojoj je potreban spasilac, ta priča toliko je svevremenska da verujemo da je neotuđivi deo ženske prirode. Zato veš koji Olga kreira inspirisan je drhtavom, svilenom i mekom stranom ženske ličnosti, apelujući na fragilnost koja se danas, sve češće, damama oduzima.
Odabirom visoko kvalitetnih materijala, ručnom izradom i posvećivanju posebne pažnje izradi svakog komada brend “Damsel in Distress” prestavlja jedinstven, osvežavajući i originalni deo tržišta.
Inspiraciju Olga pronalazi u spoju tradicionalnih predstava o seksualnosti i modernih seksualnih sloboda, kao i u neprestanom uspostavljanju i narušavanju harmonije istih.